# 34355 Mefford
34355 Mefford è un asteroide della fascia principale. Scoperto nel 2000, presenta un'orbita caratterizzata da un semiasse maggiore pari a 2,7340055 au e da un'eccentricità di 0,0577993, inclinata di 4,01005° rispetto all'eclittica.